# Punta Pariñas
Punta Pariñas (4°45′S 81°20′W/-4,750000 -81,333333) – przylądek, najdalej na zachód wysunięty punkt Ameryki Południowej na stałym lądzie.  Znajduje się w Peru. Została na nim wybudowana latarnia morska.